# Arcuphantes digitatus
Arcuphantes digitatus är en spindelart som beskrevs av Saito 1992. Arcuphantes digitatus ingår i släktet Arcuphantes och familjen täckvävarspindlar. Inga underarter finns listade i Catalogue of Life.